# Jiří Mikšík
Jiří Mikšík (nascido em 2 de janeiro de 1952) é um ex-ciclista olímpico tchecoslovaco. Representou sua nação nos Jogos Olímpicos de Verão de 1972, na prova de perseguição por equipes.